# Francisco Rico
Pour les articles homonymes, voir Rico et Manrique.
Rico  Manrique est un nom espagnol. Le premier nom de famille, en général paternel, est Rico ; le second, en général maternel, souvent omis, est Manrique.
Francisco Rico Manrique, né le 28 avril 1942 à Barcelone et mort le 26 avril 2024 dans la même ville, est un philologue espagnol, professeur à l'université autonome de Barcelone et membre de l’Académie royale espagnole.

## Biographie
Ancien élève de José Manuel Blecua et Martí de Riquer, il est professeur de littérature espagnole médiévale à l'université autonome de Barcelone et, à partir de 1987, membre de l'Académie royale espagnole. Il est également membre de l'Académie des inscriptions et belles-lettres, de l'Académie des sciences de Lisbonne, de l'Académie des Lyncéens et de la British Academy.
Francisco Rico Manrique étudie de nombreux classiques de la période médiévale et du Siècle d'or espagnol, particulièrement Don Quichotte, et est l'auteur de nombreux ouvrages sur la littérature médiévale et de la Renaissance. Il publie également Histoire et critique de la littérature espagnole en neuf volumes.
Il dirige la Bibliothèque classique de l'Académie royale espagnole sous l'autorité du Centre pour l'édition des classiques espagnols que Rico a contribué à développer.
Il meurt à Barcelone le 26 avril 2024, à l'âge de 81 ans.

### Famille
Francisco Rico est le conjoint de la philosophe espagnole Victoria Camps.

## Distinctions
En 1994, Francisco Rico est fait docteur honoris causa de l'université Michel-de-Montaigne Bordeaux III.
En 1998, il reçoit le douzième prix international Menéndez Pelayo et, en 2004, le prix national de recherche Ramón Menéndez Pidal.
En 2015, il reçoit la médaille d'or du mérite des beaux-arts, décernée par le ministère de l'Éducation, de la Culture et des Sports.